# Hans Henning (Admiral)
Hans Henning (* 27. Juni 1895 in Berlin-Charlottenburg; † 16. Januar 1948 in Hamburg) war ein deutscher Konteradmiral der Kriegsmarine und Marineattaché.

## Leben
Hans Henning trat im April 1914 in die Kaiserliche Marine ein und diente als Seekadett, später als Fähnrich zur See, bis August 1915 auf der Derfflinger und kam dann bis Oktober 1916 auf die Lützow. In dieser Kommandierung erhielt er am 13. Juli 1916 die Beförderung zum Leutnant zur See. Er wechselte auf die Baden und wurde hier später Zweiter Torpedooffizier. Anschließend war er bis Mai 1918 an der U-Bootsschule, um bis Kriegsende als Wachoffizier auf U 33 eingesetzt zu werden.
Nach dem Krieg wurde er in die Reichsmarine übernommen und am 28. September 1920 zum Oberleutnant zur See befördert. Ab 1. November 1925 Kapitänleutnant, war er 1931 in der Nautischen Abteilung im Reichswehrministerium.
Henning wurde im Oktober 1935 als Korvettenkapitän (Beförderung am 1. April 1933) Chef der in Wilhelmshaven neu aufgestellten 4. Torpedobootsflottille. 1936 kam er zur Ausbildung an die Wehrmachtakademie.
Ab dem 11. April 1939 war er zur Einarbeitung bei Kapitän zur See Ralf von der Marwitz an die deutsche Botschaft in Paris entsandt worden. Vom 1. Juni 1939 bis 3. September 1939 übernahm er als dessen Nachfolger das Amt des Marineattaché in der deutschen Botschaft Paris. Als Frankreich wegen des deutschen Überfalls auf Polen Deutschland den Krieg erklärte, musste Henning das Land verlassen. Er wechselte ab Oktober 1939 als Marineattaché an der Deutschen Gesandtschaft in Kopenhagen und blieb dort trotzt der schwierigen Besatzerbedingungen bis Januar 1943. Nach der deutschen Besetzung des Landes im Zuge des Unternehmens Weserübung Anfang April 1940 war Henning bis Juni 1942 nebenamtlich Chef des Stabes des Marinebefehlshabers Dänemark. Die deutsche Gesandtschaft bestand ab diesem Zeitpunkt nur noch pro forma um den Schein einer Souveränität Dänemarks zu wahren. Tatsächlich wurde jedoch die dänische Außenpolitik von dem ebenfalls zum Deutschen Besatzerstab gehörenden Sonderbeauftragten des Reichsaußenministers, den Gesandten Andor Hencke, bestimmt. In seiner Funktion als Marineattaché war Henning dem Stab des Besatzungsregimes unter dem Reichsbeauftragten Cecil von Renthe-Fink zugeordnet. Sein direkter Vorgesetzter war der Leiter der Hauptabteilung 2 des Stabes, SS-Oberführer Paul Kanstein. Jegliche Repräsentationsaufgaben eines Attachés waren durch die deutsche Besetzung Dänemarks entfallen, auch eine Betreuung der Marineangehörigen, die sonst als Gast in Dänemark weilten, war hinfällig geworden. Seine ausschließliche Aufgabe bestand nunmehr in der Beschaffung von marinerelevanten Nachrichten, die sich aus der besonderen Lage von Norwegen, Schweden und Dänemark seit April 1940 ergeben hatte. Im Februar 1943 übernahm Henning das Amt des Marineattachés in Lissabon. Am 1. September 1942 war er zum Konteradmiral befördert worden. Bis 7. Mai 1945 war er, neben Oberst Eberhard Kaulbach (1902–1987) als Militärattaché und Oberst Johannes Hashagen (1887–1948) als Luftattaché, Marineattaché in Lissabon. Mit der deutschen Kapitulation Anfang Mai 1945 kam er in Kriegsgefangenschaft, aus der er im April 1946 nach Deutschland entlassen wurde.